# N/T Carvalho Araújo
O N/T Carvalho Araújo (1930-1973) foi um navio de transporte misto (passageiros e carga) da Empresa Insulana de Navegação (EIN).
Sucedeu em funções o vapor "N/T S. Miguel", da mesma empresa.
Foi um dos navios que mais tempo e melhor serviu as populações dos arquipélagos dos Açores e da Madeira, na rota que ligava as ilhas açorianas entre si, a Madeira e Lisboa. 